# Hinamatsuri (manga)
Hinamatsuri (ヒナまつり?) es una serie de manga escrito e ilustrado por Masao Ōtake. Ha sido serializado en la revista Harta de Kadokawa (anteriormente conocida como Fellows!) desde el 15 de junio de 2010, y cuenta con trece volúmenes tankōbon. El 6 de abril de 2018 se estrenó una adaptación al anime hecha por Feel.

## Sinopsis
La historia se centra en los acontecimientos que le ocurren a una niña con super poderes llamada Hina y sus amigos. Un día ella llega por sorpresa en una cápsula a la habitación de un joven yakuza llamado Yoshifumi Nitta, quien se ve obligado por ella a cuidarla y con el tiempo a quererla como si fuera su propia hija.

## Personajes
Hina (ヒナ?)
Voz: Takako Tanaka
La protagonista, quien tiene habilidades sobrehumanas que incluyen telequinesis y poderes explosivos. Ella llegó del futuro en una cápsula al departamento de Nitta y lo amenazó con destruir todos sus amados jarrones si no la dejaba vivir con él. Por lo general, se relaja en el departamento de Nitta y duerme en la escuela. Suele meter a Hitomi en situaciones complicadas. Ella es muy particular acerca de la comida a pesar de que ha demostrado carecer de un paladar refinado, y su comida favorita es huevas de salmón. En el futuro del que proviene fue objeto de experimentos y utilizada como arma. Su rostro es inexpresivo y nadie sabe lo que está pensando. Es torpe y tiene dificultad para comprender situaciones de interacción social.

Yoshifumi Nitta (新田 義史?)
Voz: Yoshiki Nakajima
El protagonista principal, quien tiene a Hina en su casa y de alguna manera reciente su intrusión en su estilo de vida de soltero. Él es un yakuza del Ashikawa-gumi, donde rápidamente asciende gracias a las habilidades de Hina y su propia destreza en la administración. Su familia y otros miembros yakuza están convencidos de que Hina es su hija de una relación anterior. Él es un yakuza inteligente y dirige múltiples compañías. A menudo se involucra en los problemas de los demás. Más tarde sucedió a Baba como el teniente del Ashikawa-gumi. Adquirió habilidades de cocina y limpieza por cuidar a su madre y su hermana menor después de la muerte de su padre, y su afición es coleccionar jarrones de porcelana y urnas (que Hina a menudo destruye).
En el manga se revela que un Nitta anciano envió a Hina para al pasado para evitar un futuro apocalíptico

Otros personajes
Hitomi Mishima (三嶋 瞳?)
Voz: Kaede Hondo
Compañera de clase de Hina en la escuela secundaria, una chica blandengue que tiene problemas para negarse a lo que los demás le piden. Su comportamiento indirectamente la lleva a usurpar la posición de Utako como cantinero en su propio bar. Luego, a través de una serie de coincidencias, es confundida como una adulta y más tarde se convierte en un miembro influyente de la sociedad con conexiones con empresarios, políticos y los yakuza. Incluso termina contratando a su propio padre para un trabajo de oficina en su compañía, sin que él se dé cuenta de que su superior es su hija.
Anzu (アンズ?)
Voz: Rie Murakawa
Otra superhumana del futuro con poderes telequinéticos como Hina. Ella es inicialmente enviada a matar a Hina, pero pierde ante ella en una prueba de poderes y abandona la misión. Incapaz de regresar con sus amos porque el dispositivo necesario para hacerlo fue dañado inadvertidamente, se une a un campamento de personas sin hogar en Tokio. Más tarde es acogida por una pareja que dirige un restaurante y descubre los secretos de hacer un buen ramen con ellos.
Mao (マオ?)
Voz: Ari Ozawa
Otra esper con poderes telequinéticos de la misma organización que Hina y Anzu. Después de ser enviada a recuperar a ambas, accidentalmente aterriza en una isla desierta y permanece atrapada allí durante meses sin contacto humano, creando versiones en títeres de madera de Hina y Anzu para no volverse loca. Eventualmente, ella logra construir una balsa y termina en China, donde estudia kung-fu mientras usa sutilmente sus poderes para ascender hasta el nivel social superior de su escuela. Viaja a Japón para fundar una escuela de kung-fu que utiliza como base para buscar a Anzu y Hina
Utako Sakura (桜 詩子?)
Voz: Yōko Hikasa
La propietaria y camarera original del bar Little Song. Ella chantajea a Hitomi para que trabaje para ella después de que Hitomi se vuelve muy hábil a la hora de servir tragos, pero pronto es desechada en su propio bar ya que sus clientes prefieren las bebidas de Hitomi. Nitta estaba románticamente interesada en Utako, pero ella lo rechaza porque cree que él es un padre soltero divorciado, y Nitta más tarde pierde el interés en ella debido a su personalidad egocéntrica.
Yoshihiko Ashikawa (芦川 良彦?)
Voz: Hidekatsu Shibata
El exjefe de Ashikawa-gumi. Se retira de su puesto debido a su edad avanzada y su mala salud, pero mantiene gran parte de su influencia. Trata a Hina como si fuera su nieta, incluso utilizando los recursos de la organización yakuza para ayudarla en situaciones como postularse para presidente del consejo estudiantil, y alienta a Nitta a tomar un interés más activo en criarla.
Kiyoshi Baba (馬場 清?)
Voz: Tsuyoshi Koyama
El segundo al mando del grupo yakuza de Nitta. Él ve a Nitta como un desvergonzado lamebotas, pero respeta sus logros recientes. Él sucedió a Yoshishiko como el nuevo jefe del grupo yakuza.
Sabu (サブ?)
Voz: Kengo Kawanishi
El subordinado de Nitta en la organización yakuza. Por lo general, demuestra ser un poco inepto en cualquier tarea que se le asigna, como la recolección de deudas, lo que obliga a Nitta a manejar los asuntos personalmente.
Sayo Aizawa
Voz: Mikako Komatsu
Compañera de clase de Hina en la escuela media. Ella ayuda en la investigación para descubrir el trabajo secreto de Hitomi. Tiende a ser muy seria, aunque también le gusta complicar a Hitomi por diversión. Ella se sonroja y parece emocionarse cuando Hitomi está nerviosa, comentando lo linda que es. Posterior al salto temporal, ella parece sentirse atraída por Hitoshi, para su frustración. Es notablemente más inteligente que sus compañeros de clase, y su rasgo definitorio son sus lentes.
Mami Shinjou
Voz: Eri Suzuki
Una de las compañeras de clase de Hina, y una de las pocas personas que se da cuenta de los poderes de Hina. Está obsesionada con lo paranormal y, como tal, suele acercarse a Hina, también tiende a saltar a conclusiones extrañas y actúa en general de forma algo infantil. Ella es una solitaria en la escuela secundaria.
Tatsuhiko Naitou (内藤達彦?)
Voz: Tetsu Inada
El antiguo mentor de Nitta y el padre distanciado de Hitoshi. Conocido por ser de mal genio, exigente y violento, le causó a Nitta la cicatriz sobre su ojo. Pasó varios años en prisión y es liberado en los meses posteriores a que Nitta comience a cuidar a Hina.
Hitoshi Maeda
Un niño que asiste a la misma escuela secundaria que Hina, quien se vuelve cercano y luego desarrolla sentimientos por ella. Dado que Hina no parece tener interés en el romance, Hitoshi intenta tomar las cosas con calma y desarrollar su amistad antes de pedirle que sea su novia. No funciona para él porque a Hina le gusta jugar videojuegos en casa más que pasar el rato con él. Es un buen chico, tanto que incluso Sayo se siente gradualmente atraída por su personalidad y se pregunta por qué Hina no parece encontrarlo atractivo. Hina lo ayuda a reunir el coraje para enfrentar a su padre ausente, Tatsuhiko Naitou.